# James Ponsoldt
James Ponsoldt (Athens, 1978) es un director, actor y guionista estadounidense. Dirigió Off the Black (2006), Smashed (2012), The Spectacular Now (2013), The End of the Tour (2015) y The Circle (2017).

## Primeros años de vida
Ponsoldt nació en Atenas, Georgia. Es hijo de James F. y Susan E. Ponsoldt, y nieto del artista gráfico William Teason. Su padre es un profesor de derecho jubilado que trabajó anteriormente en la Universidad de Georgia.Estudió en la Universidad de Yale y se graduó de Universidad de Columbia con una maestría en dirección. Ponsoldt también se graduó de los Programas Profesionales en Escritura de Guiones y Producción de la Escuela de Teatro, Cine y Televisión de UCLA.[cita requerida]

## Carrera

### Cortometrajes
Ha escrito y dirigido tres cortometrajes: Coming Down the Mountain (2003), Rush Tickets (2003) y Junebug and Hurricane (2004). También codirigió el corto documental We Saw Such Things (2008), sobre las sirenas de Weeki Wachee Springs, Florida.

### Largometrajes

#### Off the Black
El primer largometraje de Ponsoldt escrito y dirigido, Off the Black (2006), fue protagonizado por Nick Nolte y Trevor Morgan y se estrenó en el Festival de Cine de Sundance en 2006.

#### Smashed
El segundo largometraje de Ponsoldt que también escribió y dirigió fue Smashed (2012), protagonizado por Mary Elizabeth Winstead y Aaron Paul. Se estrenó en el Festival de Cine de Sundance el 22 de enero de 2012.  La película recibió una nominación al premio Independent Spirit por la actuación de Winstead.

#### The Spectacular Now
El tercer largometraje que dirigido por Ponsoldt, The Spectacular Now (2013), fue escrito por Scott Neustadter y Michael H. Weber y está basado en la novela de Tim Tharp. La película se presentó en el Festival de Cine de Sundance en enero de 2013, donde recibió el Premio Especial del Jurado por la actuación de Miles Teller y Shailene Woodley. Se firmó un contrato de distribución con A24 y Ponsoldt filmó en Atenas, Georgia, en el verano de 2012. La película se estrenó el 2 de agosto de 2013.
El crítico Todd McCarthy, en The Hollywood Reporter, calificó la película como «Una mirada sincera y refrescante [...] ordinaria en algunos aspectos y extraordinaria en otro». CinemaBlend mencionó que «The Spectacular Now tiene potencial de éxito escrito por todas partes», además que a su juicio, «tiene los medios para estar a la altura de las expectativas». Spin llamó al filme como la «próxima gran película para adolescentes».
En Variety, el crítico Rob Nelson escribió:

"Las cicatrices e imperfecciones en los rostros de los amantes de la escuela secundaria en The Spectacular Now son maravillosamente emblemáticos del intento del director James Ponsoldt de devolver la película adolescente estadounidense a algo parecido a la realidad, una oferta que realmente rinde frutos espectacularmente."

#### The End of the Tour
El cuarto largometraje de Ponsoldt como director es The End of the Tour (2015), escrito por Donald Margulies y basado en el libro Aunque por supuesto terminas convirtiéndose en ti mismo (2010) de David Lipsky. La película también está protagonizada por Anna Chlumsky y Ron Livingston. Se estrenó en el Festival de Cine de Sundance en enero de 2015 y en cines en julio de mismo año.

#### The Circle
El quinto largometraje de Ponsoldt es una adaptación de la novela The Circle de Dave Eggers. Emma Watson, Tom Hanks, Karen Gillan y John Boyega protagonizan esta película, que se estrenó el 28 de abril de 2017.

#### Summering
En agosto de 2021, Bleecker Street y Stage 6 Films adquirieron los derechos de distribución de la película sobre la mayoría de edad, Summering, protagonizada por Sarah Cooper y Megan Mullally.

### TV
Ponsoldt también ha dirigido un episodio de Parenthood titulado "The M Word" (2013), un episodio de Shameless titulado "Iron City" (2014) y dos episodios de Master of None de Aziz Ansari. También fue productor ejecutivo y dirigió múltiples episodios de la serie de Amazon Daisy Jones & the Six, de la serie de Apple Shrinking y de cuatro episodios de la primera temporada del programa Sorry for Your Loss original de Facebook WaFuturtch.

### Futuros proyectos
En mayo de 2015 se anunció que Ponsoldt estaba en negociaciones para escribir y dirigir una adaptación de la novela de Stewart O'Nan, West of Sunset, que sigue al escritor F. Scott Fitzgerald cuando llega a Hollywood para probar suerte como guionista en 1937.

### Productor
Además de producir o ser productor ejecutivo de películas que escribió y dirigió, Ponsoldt fue productor asociado de la película para televisión Porn 'n Chicken (2002), productor ejecutivo del largometraje Amira & Sam (2014), dirigido y escrito por Sean Mullin, y productor ejecutivo del cortometraje Mountain Low (2014), escrito y dirigido por Andy Bruntel.

## Filmografía

### Largometrajes
| Año  | Título              |
| ---- | ------------------- |
| 2006 | Off the Black       |
| 2012 | Smashed             |
| 2013 | The Spectacular Now |
| 2015 | The End of the Tour |
| 2017 | The Circle          |
| 2022 | Summering           |
| TBD  | West of Sunset      |

### Cortometrajes
| Año  | Título                   |
| ---- | ------------------------ |
| 2003 | Coming Down the Mountain |
| 2003 | Rush Tickets             |
| 2004 | Junebug and Hurricane    |
| 2008 | We Saw Such Things       |

### Televisión
| Año       | Título                | Nota                               |
| --------- | --------------------- | ---------------------------------- |
| 2013      | Parenthood            | Episodio: "La palabra M"           |
| 2014      | Shameless             | Episodio: "Ciudad de Hierro"       |
| 2015      | Master of None        | Episodios: "Plan B" y "Hot Ticket" |
| 2018-2019 | Sorry for Your Loss   | 6 episodios                        |
| 2023      | Shrinking             | 3 episodios                        |
| 2023      | Daisy Jones & The Six | 5 episodios                        |
| TBA       | Wonder Man            | En rodaje                          |